# Phare de Fleetwood Low
Le phare de Fleetwood Low (en anglais : Beach Lighthouse ou Lower Light) est un phare situé sur le front de mer de Fleetwood, dans le comté du Lancashire en Angleterre.
Il est maintenant protégé en tant que monument classé du Royaume-Uni de Grade II depuis avril 1950.

## Histoire
Le phare a été conçu en 1839 par l'architecte-paysagiste Decimus Burton et Henry Mangles Denham de la Royal Navy. Decimus Burton avait été mandaté trois ans auparavant par Sir Peter Hesketh en tant qu'architecte de la nouvelle ville de Fleetwood. Insolite pour un phare britannique, il est de style néoclassique sur une base carrée à colonnade. La tour est elle aussi carrée, surmontée d'une lanterne octogonale.
La tour en grès, de 13 m de haut, a été conçue et réalisée en conjonction avec le « phare supérieur » de 27 m de haut (également connu sous le nom de Upper Lighthouse) qui se trouve sur Pharos Street. Les deux phares furent conçus pour guider les navires à travers les bancs de sable dangereux de l'estuaire de la Wyre. La lumière du phare inférieur doit être maintenue immédiatement au-dessous de la lumière du phare supérieur pour un passage sûr dans le chenal. Les deux phares ont été mis en service le 1er décembre 1840.
Le phare est géré par l'autorité portuaire de Fleetwood.
Identifiant : ARLHS : ENG-195 - Amirauté : A4892- NGA : 5152.
|                              |
| Le phare sur le front de mer |

|                   |
| Le phare illuminé |

### Lien connexe
- Liste des phares en Angleterre